# Closterium malmei
Closterium malmei  là một loài Song tinh tảo trong họ Desmidiaceae, thuộc chi Closterium.